# Landtagswahlkreis Linz und Umgebung
Der Wahlkreis Linz und Umgebung (Wahlkreis 1) ist ein Wahlkreis in Oberösterreich, der die politischen Bezirke Linz und Linz-Land umfasst. Bei der Landtagswahl 22021 waren im Wahlkreis Linz und Umgebung 241.325 Personen wahlberechtigt, wobei bei der Wahl die Österreichische Volkspartei (ÖVP) mit 30,33 % als stärkste Partei hervorging.

## Geschichte
Der Landtagswahlkreis Linz und Umgebung wurde mit dem Gesetz Nr. 29 vom 18. März 1925 im Zuge der Änderung der Landtagswahlordnung vom 18. März 1919 geschaffen. Per Gesetz wurde der Wahlkreis aus der Stadt Linz und den Gerichtsbezirken Linz, Urfahr und Ottensheim gebildet, wobei Linz als Sitz der Wahlbehörde festgelegt wurde. Hatte die Landtagswahlordnung von 1919 noch acht Wahlkreise vorgesehen, so war die Anzahl der Wahlkreise mit der Gesetzesänderung von 1925 auf fünf reduziert worden. Der Landtagswahlkreis Linz und Umgebung entstand dabei aus Teilen des ehemaligen Wahlkreises Linz (Wahlkreis 1), Teilen des ehemaligen Wahlkreises Rohrbach (Wahlkreis 2) und Teilen des ehemaligen Wahlkreises Schärding (Wahlkreis 5). 1949 wurde das Gebiet des Wahlkreises schließlich mit Wahlkreis 12 der Nationalratswahlordnung gleichgesetzt, der die Stadt Linz und die Gerichtsbezirke Linz (mit Ausnahme der Gemeinden des ehemaligen Gerichtsbezirkes Markt St. Florian), Ottensheim und Urfahr umfasste. Mit der O. ö. Landtagswahlordnungsnovelle 1967 wurde das Gebiet des Wahlkreises schließlich erneut geändert. Der Wahlkreis umfasste nun das Gebiet der Stadt Linz, zudem die Gemeinden Hörsching, Kirchberg-Thening, Leonding, Oftering, Pasching, Traun und Wilhering sowie den Bezirk Urfahr-Umgebung ohne den Gerichtsbezirk Leonfelden (Gemeinden Bad Leonfelden, Haibach im Mühlkreis, Oberneukirchen, Ottenschlag im Mühlkreis, Reichenau im Mühlkreis, Reichenthal, Schenkenfelden, Vorderweißenbach und Zwettl an der Rodl). Mit der O. ö. Landtagswahlordnungsnovelle 1971 wurde das Gebiet des Wahlkreises schließlich auf die heutige Größe reduziert und umfasst seitdem die politischen Bezirke Linz und Linz-Land.

## Wahlergebnisse

### Detailergebnis der Landtagswahl 2009
| Wahlergebnis                                 | Ergebnisse 2009 | Ergebnisse 2009 | Ergebnisse 2009 | Ergebnisse 2003  | Ergebnisse 2003  | Ergebnisse 2003  | Differenzen | Differenzen | Differenzen |  |
| -------------------------------------------- | --------------- | --------------- | --------------- | ---------------- | ---------------- | ---------------- | ----------- | ----------- | ----------- |  |
| Wahlberechtigte                              | 244.355         | 244.355         | 244.355         | 232.762          | 232.762          | 232.762          | + 11.593    | + 11.593    | + 11.593    |  |
| Wahlbeteiligung                              | 73,95 %         | 73,95 %         | 73,95 %         | 71,37 %          | 71,37 %          | 71,37 %          | + 2,58 %    | + 2,58 %    | + 2,58 %    |  |
|                                              | Stimmen         | %               | Mand.           | Stimmen          | %                | Mand.            | Stimmen     | %           | Mand.       |  |
| Abgegebene Stimmen                           | 180.702         |                 |                 | 166.114          |                  |                  | + 14.588    |             |             |  |
| Ungültig                                     | 2.853           | 1,58 %          |                 | 3.461            | 2,08 %           |                  | - 608       | - 0,50 %    |             |  |
| Gültig                                       | 177.849         | 98,42 %         |                 | 162.653          | 97,92 %          |                  | + 15.196    | + 0,50 %    |             |  |
| Partei                                       |                 |                 |                 |                  |                  |                  |             |             |             |  |
| Österreichische Volkspartei (ÖVP)            | 68.716          | 38,64 %         | 4               | 52.921           | 32,54 %          | 3                | + 15.795    | + 6,10 %    | + 1         |  |
| Sozialdemokratische Partei Österreichs (SPÖ) | 55.444          | 31,17 %         | 3               | 76.976           | 47,33 %          | 5                | - 21.532    | - 16,16 %   | - 2         |  |
| Freiheitliche Partei Österreichs (FPÖ)       | 26.873          | 15,11 %         | 1               | 12.219           | 7,51 %           | 0                | + 14.654    | + 7,60 %    | + 1         |  |
| Die Grünen Oberösterreich (GRÜNE)            | 20.224          | 11,37 %         | 1               | 18.846           | 11,59 %          | 1                | + 1.378     | - 0,22 %    | ± 0         |  |
| Bündnis Zukunft Österreich (BZÖ)             | 4.535           | 2,55 %          | 0               | nicht kandidiert | nicht kandidiert | nicht kandidiert | + 4.535     | + 2,55 %    | ± 0         |  |
| Kommunistische Partei Österreichs (KPÖ)      | 1.564           | 0,88 %          | 0               | 1.691            | 1,04 %           | 0                | - 127       | - 0,16 %    | ± 0         |  |
| Die Christen (DC)                            | 493             | 0,28 %          | 0               | nicht kandidiert | nicht kandidiert | nicht kandidiert | + 493       | + 0,28 %    | ± 0         |  |
| Gesamt                                       | 177.849         | 100,00 %        | 9               | 162.653          | 100,00 %         | 9                | + 15.196    |             |             |  |

### Ergebnis der Landtagswahlen 1985–2021
| Landtagswahlen in Landtagswahlkreis Linz und Umgebung 1985 bis 2021 | Landtagswahlen in Landtagswahlkreis Linz und Umgebung 1985 bis 2021 | Landtagswahlen in Landtagswahlkreis Linz und Umgebung 1985 bis 2021 | Landtagswahlen in Landtagswahlkreis Linz und Umgebung 1985 bis 2021 | Landtagswahlen in Landtagswahlkreis Linz und Umgebung 1985 bis 2021 | Landtagswahlen in Landtagswahlkreis Linz und Umgebung 1985 bis 2021 | Landtagswahlen in Landtagswahlkreis Linz und Umgebung 1985 bis 2021 | Landtagswahlen in Landtagswahlkreis Linz und Umgebung 1985 bis 2021 |
| Wahltermin                                                          | GM*                                                                 |                                                                     | ÖVP                                                                 | SPÖ                                                                 | FPÖ                                                                 | GRÜNE                                                               | Sonstige                                                            |
| ------------------------------------------------------------------- | ------------------------------------------------------------------- | ------------------------------------------------------------------- | ------------------------------------------------------------------- | ------------------------------------------------------------------- | ------------------------------------------------------------------- | ------------------------------------------------------------------- | ------------------------------------------------------------------- |
| 6. Oktober 1985                                                     |                                                                     | Stimmenanteile (%)                                                  | 40,54                                                               | 47,95                                                               | 4,25                                                                | 2,25                                                                | 5,01                                                                |
| 6. Oktober 1985                                                     | 14                                                                  | Grundmandate                                                        | 6                                                                   | 7                                                                   | 0                                                                   | 0                                                                   | 0                                                                   |
| 6. Oktober 1991                                                     |                                                                     | Stimmenanteile (%)                                                  | 34,94                                                               | 39,01                                                               | 18,25                                                               | 3,56                                                                | 4,24                                                                |
| 6. Oktober 1991                                                     | 14                                                                  | Grundmandate                                                        | 5                                                                   | 5                                                                   | 2                                                                   | 0                                                                   | 0                                                                   |
| 5. Oktober 1997                                                     |                                                                     | Stimmenanteile (%)                                                  | 33,42                                                               | 33,05                                                               | 21,39                                                               | 7,32                                                                | 4,81                                                                |
| 5. Oktober 1997                                                     | 13                                                                  | Grundmandate                                                        | 4                                                                   | 4                                                                   | 2                                                                   | 1                                                                   | 0                                                                   |
| 28. September 2003                                                  |                                                                     | Stimmenanteile (%)                                                  | 32,54                                                               | 47,33                                                               | 7,51                                                                | 11,59                                                               | 1,04                                                                |
| 28. September 2003                                                  | 13                                                                  | Grundmandate                                                        | 3                                                                   | 5                                                                   | 0                                                                   | 1                                                                   | 0                                                                   |
| 27. September 2009                                                  |                                                                     | Stimmenanteile (%)                                                  | 38,64                                                               | 31,17                                                               | 15,11                                                               | 11,37                                                               | 3,71                                                                |
| 27. September 2009                                                  | 13                                                                  | Grundmandate                                                        | 4                                                                   | 3                                                                   | 1                                                                   | 1                                                                   | 0                                                                   |
| 27. September 2015                                                  |                                                                     | Stimmenanteile (%)                                                  | 30,82                                                               | 22,79                                                               | 27,76                                                               | 12,91                                                               | 5,72                                                                |
| 27. September 2015                                                  | 13                                                                  | Grundmandate                                                        |                                                                     |                                                                     |                                                                     |                                                                     |                                                                     |
| 26. September 2021                                                  |                                                                     | Stimmenanteile (%)                                                  | 30,33                                                               | 24,18                                                               | 16,84                                                               | 15,85                                                               | 12,79                                                               |
| 26. September 2021                                                  | 12                                                                  | Grundmandate                                                        | 3                                                                   | 2                                                                   | 2                                                                   | 1                                                                   | 0                                                                   |